# Narcoparamilitarismo
Narcoparamilitarismo hace referencia al fenómeno que reemplazó del todo al paramilitarismo y al narcotráfico en Colombia a partir del año 2006, tras la desmovilización de las ultraderechistas AUC (Autodefensas Unidas de Colombia) y de la desaparición del Cartel del Norte del Valle, creados por los capos del Cartel de Medellín, cuando surgieron 22 grupos conformados por desmovilizados de las AUC, esta vez liderados por exmiembros de los desaparecidos carteles colombianos del narcotráfico, o por ex-mandos medios de las Autodefensas que volvieron a las armas únicamente bajo el objetivo de tomar espacios dejados por ex-narcotraficantes, algunos camuflados entre las AUC.

## Narcoparamilitarismo y Paramilitarismo
El término Narcoparamilitarismo hace referencia a los grupos armados ilegales creados por narcotraficantes con el fin de defender su dominio sobre los cultivos de droga y de defenderse de las extorsiones de grupos armados tanto de Izquierda (Guerrillas), como de Derecha (Paramilitares), algo que los dos bandos llaman respectivamente "Impuesto revolucionario" e "Impuesto al gramaje" de esta manera un grupo Narcoparamilitar puede ser enemigo de un grupo Paramilitar, así mismo sería un error hasta cierto punto, identificar a estos grupos con la derecha; unos ejemplos concretos de esto son los siguientes:
- El grupo MAS (Muerte a Secuestradores), creado por los capos del Cartel de Medellín, para hacerle frente a las guerrillas de las FARC-EP y del M-19, y fue uno de los nacientes grupos paramilitares basados en el modelo de la Autodefensa Campesina que precedieron a las AUC.
- Las Bandas criminales emergentes (Bacrim) surgidas tras la desmovilización de las AUC, usadas como una forma de paramilitarismo por Narcotraficantes.
- El grupo de Los Zetas en México al servicio del Cártel del Golfo, especializados en la lucha Contrainsurgente.

Mientras que Paramilitarismo, hace referencia tanto a los grupos armados de élite (en la mayoría de casos, de Derecha), como es el caso de los contraguerrilleros basados en el modelo de guerra de la Autodefensa Campesina como es el caso de las AUC en Colombia y los grupos de Autodefensa preexistentes, aunque los líderes de esta organización también se involucraron con el Narcotráfico, al igual que las guerrillas de las FARC, ELN, y EPL, con quienes estuvieron en guerra a causa de las diferencias ideológicas.

## Narcoparamilitarismo en Colombia
Tras la desmovilización de las AUC en el gobierno del expresidente Álvaro Uribe Vélez, varios de los excombatientes de esta organización volvieron a las armas y se agruparon en 22 estructuras criminales independientes, en la mayoría de casos con el nombre de Águilas Negras, esta vez bajo el mando de exmiembros de los desaparecidos carteles colombianos del Narcotráfico, como es el caso de Daniel Barrera Barrera (capturado en 2012) y de Luis Enrique Calle Serna (quien se entregó a Estados Unidos en 2012), o de ex-mandos medios de las autodefensas, como es el caso de "Don Mario" (capturado en 2009) y "Cuchillo" (abatido en 2010). 

### Grupos Post-AUC
- Las Águilas Negras de Vicente Castaño Gil y Daniel Rendon Herrera, alias Don Mario, fue la primera banda criminal y primer grupo narcoparamilitar que existió en el país, heredando las actividades ilícitas de las AUC, incluyendo narcotráfico. Tras la desaparición de Vicente Castaño y la captura de Don Mario, algunos grupos de Águilas Negras se sometieron a la justicia y los otros se integraron al Clan de Golfo.

- Autodefensas Gaitanistas de Colombia de Daniel Rendón Herrera, alias "Don Mario". Operaba en todos los departamentos de la Costa Caribe Colombiana y tenía un número de 1.077 miembros. Después de la captura de Don Mario se anexaron al Clan de Golfo.

- El Clan del Golfo, otro remanente creado por Don Mario, conocidos anteriormente como Los Urabeños, Bloque Héroes de Castaño y/o Clan Úsuga, incluso se hacen llamar Autodefensas Gaitanistas de Colombia como el anterior grupo, es el único que esta activo. El nombre de Clan Úsuga era por los herederos del imperio de Don Mario, los hermanos Úsuga David: Juan de Dios (abatido por la Policía en 2012) y Dairo Antonio (capturado en 2021).

- El ERPAC (Ejército Revolucionario Popular Antisubversivo de Colombia), de Pedro Oliviero Guerrero Castillo, alias "Cuchillo" (abatido en 2010) y de Daniel Barrera Barrera, alias "El Loco Barrera" (capturado en el 2012). Operaba en los departamentos cuyo territorio conforma los Llanos Orientales y tenía un pie de fuerza de más de 700 miembros, de los cuales se sometieron a la justicia más de 500 en 2011 con la caída de sus líderes. Quienes no se entregaron, quedaron divididos en 2 grupos o disidencias, que empezaron luchando entre sí por el control de estos territorios: El Bloque Meta y el Bloque Libertadores del Vichada. Mauricio Pachón Rozo, alias Puntilla, reunificó los dos grupos con un nuevo nombre: Los Puntilleros, organización que quedó disuelta en 2017 con la captura de su último líder, Arnulfo Guzmán, alias Tigre.

- Los Paisas. Operaba principalmente en el departamento de Antioquia y tenía un número de 162 miembros. Según información de la Policía Nacional de Colombia, esta banda criminal fue disuelta por acciones de la Fuerza Pública en el año 2014 y los miembros que escaparon de las autoridades pasaron a ser parte del Clan del Golfo.[1]

- Nueva Generación. Operaba en el departamento de Nariño y contaba con un número de 130 miembros. Disuelta en el 2008 con la muerte de su cabecilla Jairo García Ordóñez, alias "El Nene".[2]

Los siguientes grupos eran remanentes de las Águilas Negras que se sometieron a la justicia o que se anexaron al Clan de Golfo:
- Águilas Negras del Catatumbo de Ruberney Vergara, alias "Wilson". Operaba en el Departamento de Norte de Santander, fronterizo con Venezuela. Tenía un número de 280 miembros.

- Águilas Negras del Oriente de Caldas de Walter Ochoa Guisado, alias "El Gurre". Operaba en el oriente del departamento de Caldas. Tenía 80 miembros.

- Águilas Negras de Alta Guajira de Arnulfo Sánchez, alias "Pablo". Operaba en el departamento de La Guajira. Contaba con un número 40 miembros.

- Águilas Negras del Sur de Bolívar de alias "Scooby". Operaba en el sur del departamento de Bolívar y contaba con un número de 20 miembros.

- Águilas Negras de Caquetá. Operaba en el departamento de Caquetá. Contaba con 30 miembros.

### Grupos Convencionales del Narcotráfico
- Los "Rastrojos". Liderados antes por Luis Enrique Calle Serna y Javier Antonio Calle Serna alias "Hermanos Comba" (quienes se entregaron a los Estados Unidos en 2012), y Diego Pérez Henao alias "Diego Rastrojo" (Capturado en Venezuela en 2012). Operaba en los departamentos de la Costa Pacífica, Norte de Santander y Antioquia; a 2014 contaba con un número de 460 miembros que se han reducido drásticamente, debido a la persecución de las autoridades y el ingreso de sus exmilitantes a otras bandas criminales como el Clan del Golfo hasta quedar desmantelados en 2016, cuando capturaron a sus últimos integrantes en un operativo de la Policía Nacional conocido como Operación Troya. Sin embargo, las autoridades colombianas y venezolanas hablan de una presencia aislada desde 2019 de este grupo narcoparamilitar en la frontera de los dos países: En Colombia por Cúcuta y el Catatumbo, y en Venezuela por el Estado Táchira, diezmada en 2020 con la captura de unos 40 integrantes en el transcurso del año.

- Oficina de Envigado. Liderada en su momento por alias "Valenciano" (capturado en Venezuela en 2011). Opera en el área metropolitana de Medellín y trabaja en grupos de milicias o combos urbanos armados ubicados en diferentes comunas de la ciudad, haciendo labores de extorsión, lavado de dinero, sicariato y microtráfico de drogas. A 2019 está reducido en pie de fuerza y afectado económicamente por la captura de sus líderes y sus bienes confiscados, trayendo como consecuencia el fracaso en los negocios con los cárteles mexicanos. Se dice incluso que para sobrevivir compraron el grupo criminal de Los Caparrapos en el Bajo Cauca antioqueño, conformado por exmiembros del Clan del Golfo, con los que están en guerra desde 2017 por el control de las actividades ilícitas en la región, apoyados por el ELN y las disidencias de las FARC de la zona.

A pesar de que estos grupos en sus nombres y en sus comunicados a la opinión pública han querido dar entender que están identidicados con una ideología política determinada y bajo unos fines encaminados al beneficio de la comunidad, el gobierno no les cambia la denominación de narcoparamilitares, ya que en realidad su único interés es controlar todas las actividades relacionadas con el narcotráfico y el crimen organizado, además la mayoría de sus líderes son antiguos narcotraficantes que han ido adquiriendo jerarquía en sus organizaciones e importancia ante el gobierno tras la captura de sus líderes, e inclusive han hecho alianzas hasta con las mismas guerrillas.

## Situación Actual de los Grupos Narcoparamilitares
A 2017, la gran mayoría de estos grupos fueron disueltos, eliminados por la fuerza pública o limitados a ciertas regiones del país como la Oficina de Envigado, que concentra sus acciones en el Área Metropolitana de Medellín y, al parecer, en el Bajo Cauca antioqueño con la compra de Los Caparrapos, grupo narcoparamilitar exmiembro del Clan del Golfo. Según informe del gobierno colombiano en 2016, solo el Clan del Golfo tiene influencia a nivel nacional. En 2020, esa presencia quedó reducida a los tres departamentos que conforman la región del Urabá: Antioquia, Chocó y Córdoba.